# Easy Love
«Easy Love» — дебютный сингл британского музыканта Sigala, выпущенная лейблом Ministry of Sound. Продюсером сингла выступили Хэл Ритсон и сам Sigala, вокальную партию исполнила Вула Малинга. Является новым изложением песни «ABC» группы The Jackson 5. Трек стал доступен для скачивания 4 сентября 2015 года. Сингл стартовал на 71 месте в UK Singles Chart и на следующей неделе поднялся сразу на первую строчку, где продержался 4 недели.

## История
Трек был написан Sigala после нескольких бутылок пива, в плохом настроении и уставший, он случайно скачал акапеллу песни «ABC» группы The Jackson 5. В интервью The Official Charts Company он заявил что трек был записан в воскресенье вечером из-за желания создать музыку для самого себя вне границ поставленных кем-либо. За несколько месяцев до релиза трек продемонстрировали участнику The Jackson 5 Тито Джексону, который очень позитивно его оценил.

## Музыкальное видео
Видеоклип на песню был выложен 4 августа 2015 года на YouTube. Продолжительность видео составляет две минуты и пятьдесят пять секунд, при общей длине трека три минуты пятьдесят секунд. Клип снимался в Лос-Анджелесе, главные действующие лица канадо-филиппинский танцевальный дуэт Lucky Aces, которые привлекли внимание продюсеров своим выступлением в Шоу Эллен Дедженерес.

## Список композиций
| №  | Название    | Длительность |
| -- | ----------- | ------------ |
| 1. | «Easy Love» | 2:38         |

| №  | Название                    | Длительность |
| -- | --------------------------- | ------------ |
| 1. | «Easy Love» (Extended Mix)  | 5:44         |
| 2. | «Easy Love» (Re-Edit)       | 5:47         |
| 3. | «Easy Love» (Sticky Remix)  | 4:54         |
| 4. | «Easy Love» (DJ Zinc Remix) | 4:42         |

## Чарты и сертификации
| Чарт (2015–16)                     | Наивысшая позиция |
| ---------------------------------- | ----------------- |
| Австралия (ARIA)                   | 14                |
| Australia Dance (ARIA)             | 1                 |
| Австрия (Ö3 Austria Top 40)        | 10                |
| Бельгия/Фландрия (Ultratop 50)     | 3                 |
| Бельгия/Валлония (Ultratop 50)     | 13                |
| Чехия (Rádio — Top 100)            | 8                 |
| Чехия (Singles Digitál Top 100)    | 13                |
| Дания (Tracklisten)                | 30                |
| Франция (SNEP)                     | 37                |
| Германия (GfK)                     | 5                 |
| Венгрия (Dance Top 40)             | 22                |
| Венгрия (Rádiós Top 40)            | 22                |
| Венгрия (Single Top 40)            | 15                |
| Ирландия (IRMA)                    | 3                 |
| Италия (FIMI)                      | 50                |
| Нидерланды (Dutch Top 40)          | 2                 |
| Нидерланды (Single Top 100)        | 2                 |
| Новая Зеландия (RMNZ)              | 15                |
| Норвегия (VG-lista)                | 18                |
| Польша (Polish Airplay Top 100)    | 37                |
| Польша (Dance Top 50)              | 16                |
| Шотландия (OCC Scotland)           | 1                 |
| Словакия (Rádio — Top 100)         | 33                |
| Словакия (Singles Digitál Top 100) | 16                |
| Испания (PROMUSICAE)               | 30                |
| Швеция (Sverigetopplistan)         | 8                 |
| Швейцария (Schweizer Hitparade)    | 10                |
| Великобритания (OCC UK Singles)    | 1                 |
| Великобритания (OCC UK Dance)      | 1                 |
| Великобритания (OCC UK Indie)      | 1                 |

| Регион | Сертификация | Продажи |
| --- | ------------ | ------- |
| Австралия (ARIA) | Платиновый   | 70 000^ |
| Бельгия (BEA) | Золотой      | 10 000  |
| Франция (SNEP) | Золотой      | 75 000  |
| Германия (BVMI) | Золотой      | 200 000 |
| Италия (FIMI) | Золотой      | 25 000  |
| Новая Зеландия (RMNZ) | Платиновый   | 15 000* |
| Норвегия (IFPI Norway) | Платиновый   | 40 000  |
| Великобритания (BPI) | Платиновый   | 600 000 |
| * Данные о продажах приведены только на основе сертификации. · ^ Данные о тиражах приведены только на основе сертификации. · Данные о продажах + прослушиваниях приведены только на основе сертификации. |              |         |

## История релиза
| Страна         | Дата            | Формат           | Лейбл             |
| -------------- | --------------- | ---------------- | ----------------- |
| Ирландия       | 4 сентября 2012 | Digital download | Ministry of Sound |
| Великобритания | 4 сентября 2012 | Digital download | Ministry of Sound |